# Cyrtochloa puser
Cyrtochloa puser är en gräsart som beskrevs av John Dransfield. Cyrtochloa puser ingår i släktet Cyrtochloa, och familjen gräs. Inga underarter finns listade i Catalogue of Life.